# Ed Broadbent
John Edward "Ed" Broadbent, född 21 mars 1936 i Oshawa i Ontario, död 11 januari 2024 i Ottawa, Ontario, var en kanadensisk socialdemokratisk politiker och statsvetare. Han var partiledare för Nya demokratiska partiet (New Democratic Party) från 1975 till 1989. Efter parlamentsvalet 2004 återvände han till Kanadas parlament för en extra period, som ledamot representerande Ottawa Centre. 2011 grundade han den oberoende, men socialdemokratiskt influerade, tankesmedjan Broadbent Institute.

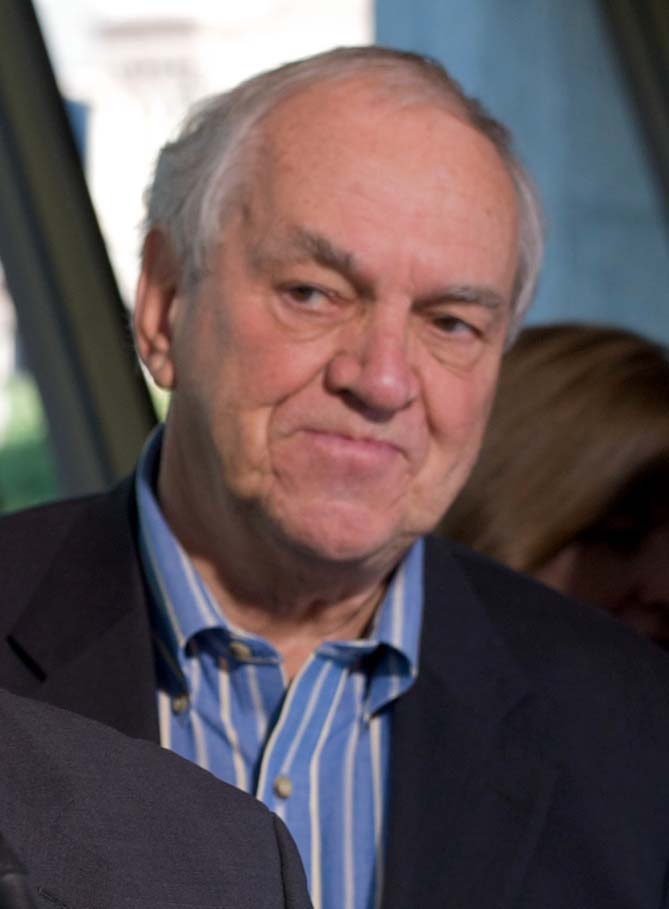
Ed Broadbent, 2008.